# Туровський Володимир Леонідович
Володимир Леонідович Туровський (нар. 11 травня 1953, Львів) — радянський та канадський прозаїк, гуморист. Емігрував в Канаду, де відкрив газету «Наша Канада».

## Біографія
Володимир Туровський народився 11 травня 1953 року у Львові.
За його словами, у середній школі вчився погано, а в дев'ятому класі був виключений за незадовільні оцінки. Вступив до музичного училища, потім до консерваторії.
Друкуватися почав з 1982 року практично у всіх центральних газетах і журналах — «Студенческий Меридиан», «Собеседник», «Литературная Газета», «Огонёк», "«Альманах Поэзия», «Москва», «Аврора» тощо.
У 1990 році виїхав до Ізраїлю. Заробляв на життя тим, що грав на вулиці на скрипці, в перервах вів сторінку гумору в «Новій Панорамі».
У 1995 році емігрував до Канади.
У 2001 році в місті Торонто відкрив газету «Наша Канада».

## Твори
- Афоризюминки — Мініатюри, 10.08.2003
- Первая — Мініатюри, 06.08.2005
- Евреи — Гумористична проза, 29.05.2007
- Остров эмиграция — Іронічна проза, 31.05.2007
- Торонто — зарисовочки с натуры — Мініатюри, 02.06.2007
- Сила рекламы — Гумористична проза, 03.06.2007
- Из записок… — Мініатюри, 05.06.2007
- Все о Кукуеве — Мініатюри, 07.06.2007
- Вопросы без ответов — Мініатюри, 08.06.2007
- Секрет счастья — Іронічна проза, 10.06.2007
- Биологическое время — Іронічна проза, 12.06.2007
- Из школьных сочинений — Мініатюри, 14.06.2007
- Реституция — Фейлетони, 16.06.2007
- Нищенство, как форма существования — Іронічна проза, 05.07.2007
- Собачье дело — Фейлетони, 07.07.2007
- Такой нормальный канадойл — Фейлетони, 08.07.2007
- Полтора часа из жизни дворника — Гумористична проза, 13.07.2007
- Больной вопрос — Іронічна проза, 20.07.2007
- Как найти работу в Канаде — Гумористична проза, 27.07.2007
- Как открыть бизнес в Канаде — Гумористична проза, 28.07.2007
- Пиво и резинка — Фейлетони, 30.07.2007
- Дай миллион! — Гумористична проза, 08.08.2007
- Великая инвентаризация — Іронічна проза, 12.08.2007
- Простая арифметика — Фейлетони, 17.08.2007
- Дилетанты — Іронічна проза, 26.08.2007
- Грязная работа — Публіцистика, 02.09.2007
- Домик на земле — Публіцистика, 05.09.2007
- Страна победившего нетворкинга — Гумористична проза, 07.09.2007
- Босс — Гумористична проза, 16.09.2007
- Пустота номер четырнадцать — Гумористична проза, 18.09.2007
- Свойства Памяти — Фейлетони, 19.09.2007